# Colton Haynes
Pour les articles homonymes, voir Haynes.
Colton Lee Haynes, né le 13 juillet 1988 à Wichita dans le Kansas, est un acteur, mannequin et chanteur américain.
Il est notamment connu pour avoir tenu le rôle de Jackson Whittemore dans la série Teen Wolf (2011-2012 et 2017) puis pour le rôle de Roy Harper / Arsenal dans la série Arrow (depuis 2012).

## Biographie
Haynes naît le 13 juillet 1988 à Wichita dans le Kansas, de Dana Mitchell et William Haynes. Il grandit principalement dans une ferme à Andale, au Kansas, dans une famille de cinq enfants, dont Clinton, un de ses frères, qui tentera lui aussi plus tard une carrière d'acteur. Durant sa jeunesse, il habite également dans l’Arkansas, au Nouveau-Mexique, au Texas et en Floride. Il étudie dans les lycées de Navarre, en Floride, et d'Andale, au Kansas. Il est diplômé de l'établissement Samuel Clemens de Schertz, aux Texas.

## Carrière

### 2007-2008: Mannequinat et premiers rôles
Haynes commence sa carrière en tant que mannequin à l'âge de quinze ans, à New York, dans des photographies publicitaires pour les marques Abercrombie & Fitch, Kira Plastinina, J.C. Penney et Ralph Lauren. En 2007, il apparaît, sans être crédité dans le blockbuster Transformers. Il apparaît dans les séries télévisées Les Experts : Miami et Laguna Beach : The Hills, ainsi que dans le vidéoclip illustrant la chanson I Don't Love You du groupe My Chemical Romance. La même année, il auditionne pour le rôle d'Edward Cullen, personnage principal de la saga Twilight, mais c'est finalement Robert Pattinson qui est choisi.
En 2008, il apparaît dans les séries télévisées Privileged et Pushing Daisies, et joue également dans le téléfilm Amour rime avec toujours. Il auditionne ensuite pour le rôle de Royce Du Lac dans le film Spectacular! mais échoue.
En 2009, l'acteur joue dans un épisode de la première saison de la série télévisée Melrose Place.

### 2009-2013:Teen WolfetArrow
En 2009, Haynes décroche le rôle de Shane dans la série télévisée Look: The Series, basée sur le film de 2007 du même nom, Look. Il déclare à ce sujet dans une interview : « Je joue un connard de 17 ans. La série est très osée, avec beaucoup de nudité, de sexe, drogues et expériences de vie réelles qui vont choquer le public ».

En mars 2010, le tournage de la série télévisée The Gates, dans laquelle il interprète Brett Crezski, un joueur de football lycanthrope, commence.

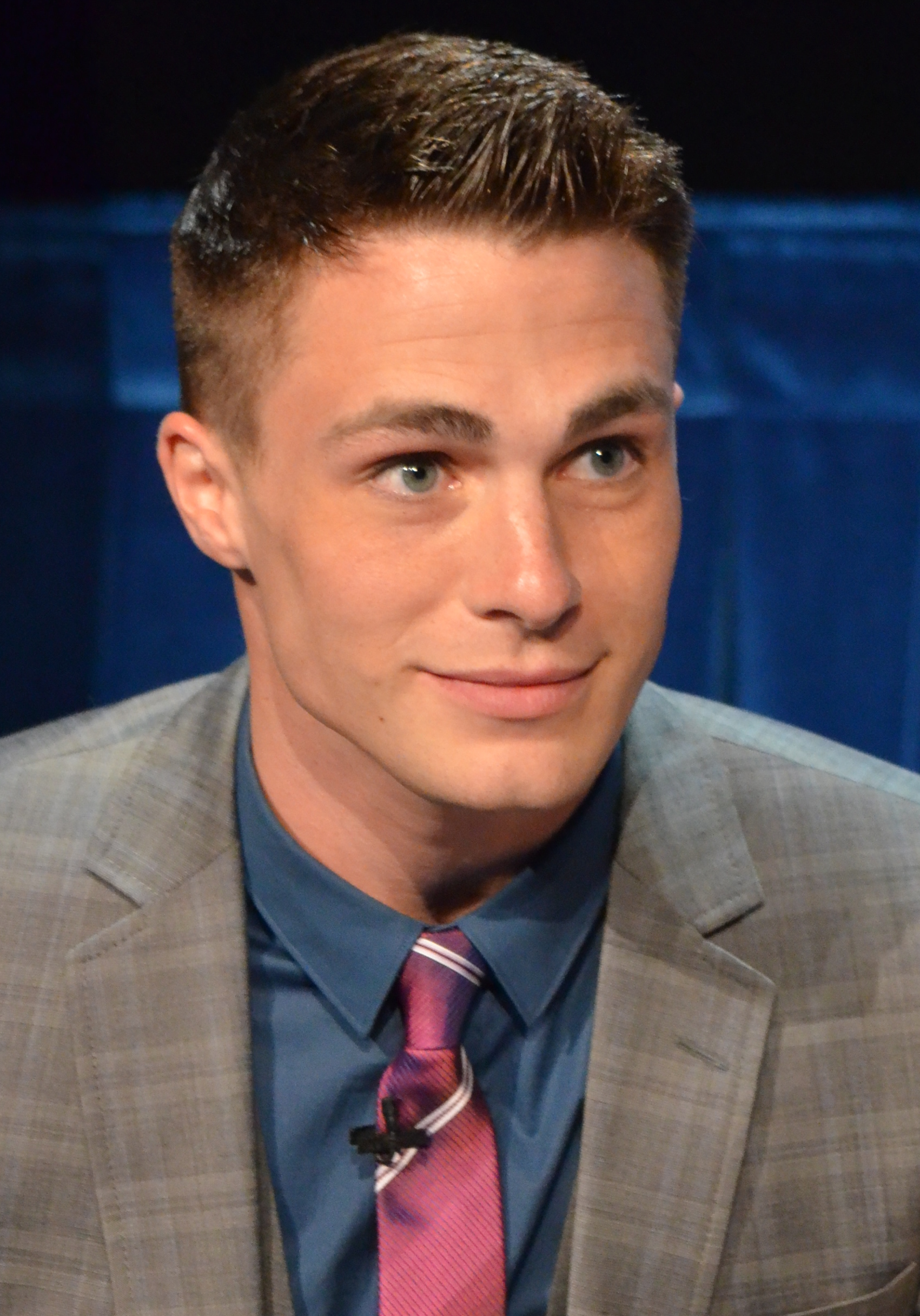
Colton Haynes en 2012.

Il obtient en 2011 le rôle principal de Jackson Whittemore (le kanima) dans la série télévisée Teen Wolf, qui est un succès. En octobre 2012, Haynes publie sur le réseau social Twitter ce message : « Ces quelques dernières années ont été les meilleures de ma vie. Je suis triste que ce chapitre doive se terminer, mais je suis excité d'en commencer un nouveau. Merci pour tout votre amour ». Il est officiellement annoncé le lendemain qu'il quitte la série après seulement deux saisons. La même année, l'acteur apparaît dans un épisode de la série télévisée The Nine Lives of Chloe King.
En septembre 2012, il tient le rôle du petit-ami de la chanteuse Leona Lewis dans le vidéoclip illustrant son morceau Trouble.
En 2013, Haynes commence à jouer le double rôle récurrent de Roy Harper/Arsenal dans la série télévisée Arrow. Son personnage est ensuite classé comme principal durant les saisons 2 et 3, avant que l'acteur ne quitte la série. Il reviendra toutefois le temps d'un épisode durant la quatrième saison, en tant qu'invité.
Il fera son retour dans la saison 6 le temps d’un arc de quelques épisodes.
En juillet 2013, il apparaît dans le vidéoclip du titre Gold de la chanteuse Victoria Justice. En décembre de la même année, Haynes sort un single avec le chanteur Travis-Atreo intitulé Baby It's Christmas.

### 2014-présent: Retour aux sources etAmerican Horror Story
En 2014, il apparaît dans le vidéoclip illustrant le morceau Honey, I'm Good d'Andy Grammer. Durant la même année, il dévoile de nombreux extraits de lui chantant des reprises de chansons. Il admet alors aimer chanter depuis tout petit, avant de reprendre le titre 19 You+Me avec New Heights en novembre. Il revient ensuite au mannequinat en participant à la campagne publicitaire d' Abercrombie & Fitch, Making of a Star. Les photographies où il apparaît sont alors visibles dans tous les magasins de la marque à travers le monde.
En 2015, Haynes décroche un rôle dans le film San Andreas où il incarne le personnage de Joby O'Leary.
L'acteur apparaît en 2016 dans deux épisodes de la série télévisée The Grinder, et dans deux épisodes de la seconde saison de Scream Queens.
En février 2017, Haynes avoue vouloir revenir dans Teen Wolf, son retour pour la sixième bis saison de la série télévisée est officialisé quelques mois plus tard. Il est annoncé en juin de la même année que l'acteur tiendra le rôle du Détective Jack Samuels dans la septième saison de l'anthologie horrifique American Horror Story. Son personnage est un officier de police gay corrompu, il apparaît dans 6 des 11 épisodes de la saison.

## Vie privée
Haynes souffre d'anxiété depuis sa naissance. En mai 2016, il révèle son homosexualité au magazine Entertainment Weekly après avoir déclaré sur le réseau social Tumblr être bisexuel et vouloir vivre la vie au jour le jour, sans cacher son orientation sexuelle à qui que ce soit.
En mars 2017, il accepte la demande en mariage de son compagnon Jeff Leatham, fleuriste de célébrités. Le 27 octobre 2017, le couple s'est marié dans un hôtel à Palm Springs, en Californie, aux États-Unis, prenant le nom de Haynes-Leatham lors d'une cérémonie célébrée par Kris Jenner. Depuis la mort de sa mère, ils ont fait un « break » mais Colton et Jeff sont toujours ensemble comme on a pu lire sur leurs Instagram puis ont finalement décidé de rompre. Sa meilleure amie est Emily Bett Rickards, rencontrée sur le tournage de la série Arrow ainsi que Holland Roden dont il est resté très proche depuis Teen Wolf.

## Filmographie

### Cinéma
- 2007 : Transformers : un client au bar (non crédité)
- 2011 : Yearbook : Carl McCormick (court-métrage)
- 2011 : Charlie Brown: Blockhead's Revenge : Linus Van Pelt (court-métrage)
- 2015 : San Andreas : Joby O'Leary
- 2017 : Grannie : Oliver 'Daddy' Warbucks
- 2017 : Pire soirée : Real Scotty
- 2017 : Triumph Jeff (en post-production)
- 2018 : Love, Simon de Greg Berlanti : Kevin
- 2023 : Teen Wolf: The Movie de Russell Mulcahy : Jackson Whittemore
- 2024 : Teen Wolf: The Movie 2 de Russell Mulcahy : Jackson Whittemore

### Télévision

#### Séries télévisées
- 2007 : Les Experts : Miami : Brandon Fox (saison 6, épisode 4)
- 2008 : Privileged : Alexander (saison 1, épisode 5)
- 2008 : Pushing Daisies : Ares Kostopolous (saison 2, épisode 4)
- 2009 : Melrose Place : Nouvelle Génération : Jessie Roberts (saison 1, épisode 8)
- 2010 : The Gates : Brett Cezski (11 épisodes)
- 2010 : Look: The Series : Shane (11 épisodes)
- 2011 : The Nine Lives of Chloe King : Kai (saison 1, épisode 7)
- 2011-2012, 2017 : Teen Wolf : Jackson Whittemore (26 épisodes) (principal saisons 1 et 2, invité saison 6B)
- 2013-2015, 2017-2019 : Arrow : Roy Harper / Arsenal (77 épisodes-présent) (récurrent saison 1, principal saisons 2, 3 et 7, invité saisons 4, 6 et 8)
- 2013 : Arrow: Blood Rush (web-série) : Roy Harper / Arsenal (6 mini-épisodes)
- 2016 : The Grinder : Luke (2 épisodes)
- 2016 : Scream Queens : Tyler (2 épisodes)
- 2017 : American Horror Story: Cult : Détective Jack Samuels (6 épisodes)
- 2022 : Dollface : Lucas, le père de Bruno (saison 2, épisode 8)

#### Téléfilms
- 2009 : Amour rime avec toujours : Scott Holland
- 2015 : Superhero Fight Club : Roy Harper / Arsenal (court-métrage)
- 2022 : Les jumeaux Johnson : arnaqueurs de femmes : Steve Johnson

#### Télé-réalités
- 2008 : Laguna Beach : The Hills : lui-même (1 épisode)

## Vidéoclips
- 2007 : My Chemical Romance - I Don't Love You
- 2012 : Leona Lewis - Trouble
- 2013 : Victoria Justice - Gold
- 2014 : Andy Grammer - Honey, I'm Good
- 2021 : Lil Nas X, Jack Harlow - INDUSTRY BABY (1:50 à 2:00)[5]
- 2023 : Tyler Childers - In Your Love

## Voix françaises
En France, Fabrice Fara est la voix régulière de Colton Haynes.
En France
| - Fabrice Fara dans : - Teen Wolf (série télévisée) - Arrow (série télévisée) - Scream Queens (série télévisée) - American Horror Story (série télévisée) - Teen Wolf: Le Film - Pascal Nowak dans (les séries télévisées) : - Melrose Place : Nouvelle Génération - The Gates | Et aussi - Hervé Rey dans Amour rime avec toujours - Alexandre Guansé dans San Andreas - Arnaud Laurent puis Fred Colas dans The Grinder (série télévisée) - Jim Redler dans Pire Soirée - Rémi Caillebot dans Dollface (série télévisée) |